# عبدالغفار نجم‌الدوله

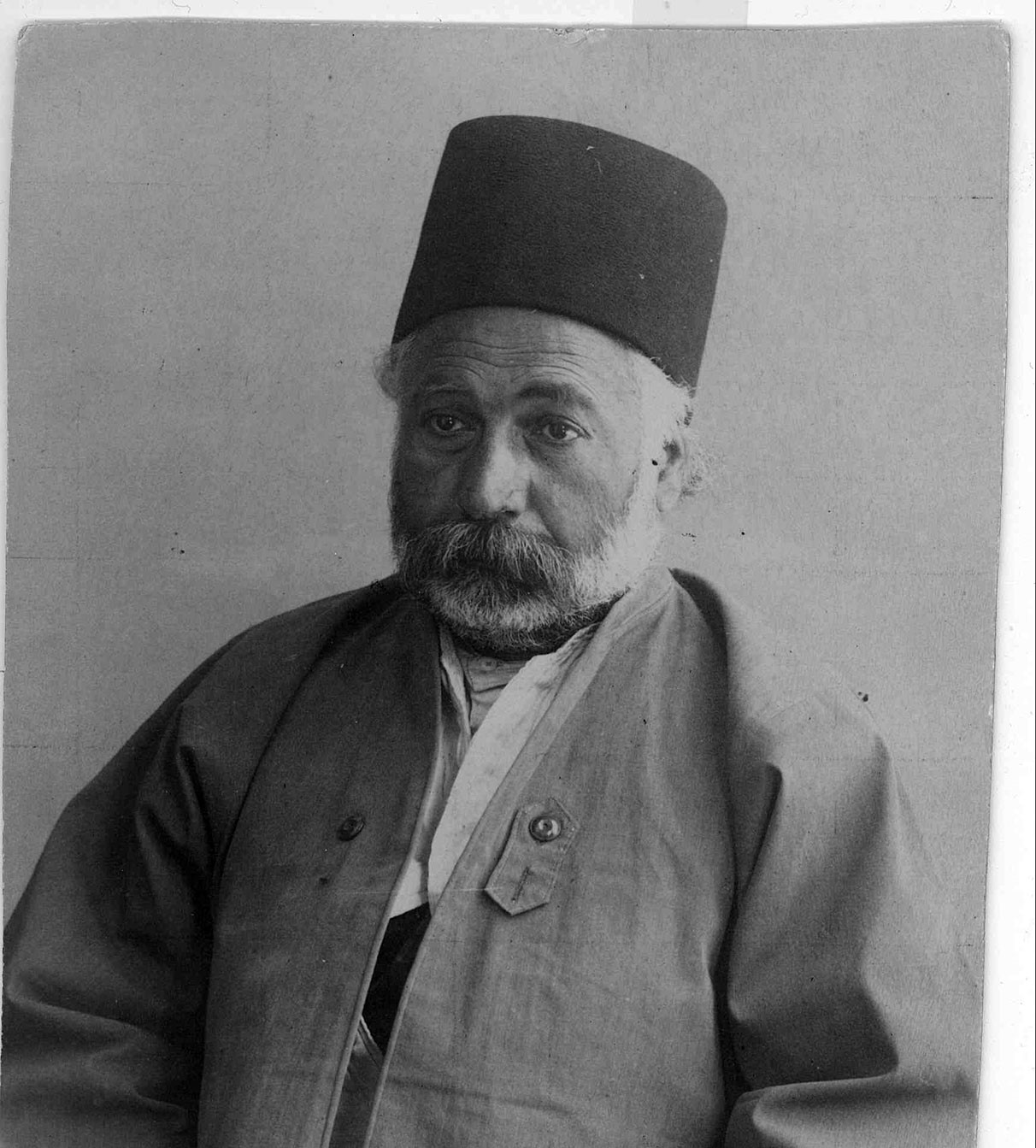
میرزا عبدالغفار اصفهانی در دوران پیری

میرزا عبدالغفار اصفهانی (۱۲۵۵ یا ۱۲۵۹–۱۳۲۶ ه‍.ق/۱۲۱۸ یا ۱۲۲۲–۱۲۸۲ ه‍.ش) ملقب به نجم‌الدوله و نجم‌الملک، از منجمان مشهور زمان خود و معلم ریاضی مدرسه دارالفنون بود. وی در روزگار خود در حساب و هندسه و نجوم و نقشه‌برداری سرآمد بود. پدر او ملا علی‌محمد مهندس اصفهانی (یا ملا علی‌محمد اصفهانی) ملقب به غیاث‌الدین جمشید ثانی بود. میرزاعبدالغفار مورد توجه ناصرالدین‌شاه بود و از او در سال ۱۲۹۰ ق لقب نجم‌الملک و در سال ۱۳۱۳ ق لقب نجم‌الدوله را دریافت کرد.

## فعالیت‌های علمی

نقشهٔ تهران اثر نجم‌الملک

### تدوین گاه‌شماری هجری خورشیدی
وی نخستین بار گاه‌شماری هجری خورشیدی را با توجه به گاه‌شماری جلالی استخراج کرد. گاه‌شماری جلالی به دستور ملکشاه سلجوقی، براساس گاه‌شماری یزدگردی با تطبیق دقیق آغاز سال با اعتدال ربیعی شکل گرفت. مبدأ آن روز ۱۰ رمضان ۴۷۱ هجری قمری، برابر با اول نوروز سال نخستین جلالی بود و طول ماه‌های آن مانند گاه‌شماری یزدگردی و اسامی آن‌ها فارسی بوده است.
نجم‌الدوله برای اولین بار عبارت ۱۲۶۴ هجری خورشیدی را در حاشیه تقویم سال ۸۰۷ جلالی مطابق ۳–۱۳۰۲ هجری قمری ذکر کرد و از آن تاریخ به بعد، گاه‌شماری را در ایران رایج کرد که برای اولین بار اساس آن خورشیدی و مبدأ آن هجرت پیامبر از مکه به مدینه باشد. ماه‌های آن براساس اسامی عربی برج‌های دوازده‌گانه فلکی (حمل، ثور، جوزا… حوت) و طول آن‌ها برمبنای توقف نسبی خورشید در بروج مذکور ۲۹ تا ۳۲روزه بود. گاه‌شماری که او نوشت، به گاه‌شماری هجری خورشیدی بُرجی معروف است. این گاه‌شمار در دوره دوم مجلس شورای ملی در ۲۱ صفر ۱۳۲۹ مطابق ۲ اسفند (حوت) ۱۲۸۹، به عنوان مقیاس رسمی زمان محاسبات مالی کشور پذیرفته شد. دست‌کم تا ربع قرن پیش از آن، تقویم‌هایی بر اساس گاه‌شماری هجری خورشیدی در ایران استخراج و چاپ می‌شد. ۱۵ سال بعد در پنجمین دوره مجلس شورای ملی قانون گاه‌شماری هجری خورشیدی به تصویب رسید.
ماه‌های گاه‌شماری هجری خورشیدی برجی، بین ۲۹ تا ۳۲روزه و طول ماه‌ها در هرسال بستگی به توقف سالانه خورشید در هر برج متفاوت بوده است. طول ماه‌ها: حمل (۳۰ یا ۳۱روزه)، ثور (۳۱ یا ۳۲روزه)، جوزا (۳۱ یا ۳۲روزه)، سرطان (۳۱ یا ۳۲روزه)، اسد (۳۱ یا ۳۲روزه)، سنبله (۳۰ یا ۳۱روزه)، میزان (۳۰ یا ۳۱روزه)، عقرب (۲۹ یا ۳۰روزه)، قوس (۲۹ یا ۳۰روزه)، جدی (۲۹ یا ۳۰روزه)، دلو (۲۹ یا ۳۰روزه)، حوت (۲۹ یا ۳۰روزه).
به پیشنهاد وی برای رصد گذر زهره سال ۱۲۵۳ خورشیدی (۱۸۷۴ میلادی)، دو گروه از منجمان آلمانی با تلسکوپ‌های خود برای رصد گذر زهره به ایران آمدند. یک گروه راهی اصفهان شدند و یک گروه در طهران روی بام کلاه‌فرنگی باغ سپهسالار زهره را رصد کردند که نجم‌الدوله به همراه پدرش و اعتضادالسلطنه (وزیر معارف ناصرالدین‌شاه و رئیس دارالفنون)، از معدود کسانی است که در آن سال در تهران گذر زهره را رصد کرد.

### ترجمهٔ اولین کتاب درسی فلسفهٔ جدید
اولین و تنها کتابی که به قصد آموزش فلسفهٔ جدید در دورهٔ قاجار تهیه شده کتابی است که نجم‌الدوله با عنوان دورهٔ اصول حکمت فلسفه ترجمه کرده است. او این کتاب را بنا به‌خواست میرزا علیقلی‌خان مخبرالدوله، وزیر علوم، در سال ۱۳۰۸ ق از فرانسوی به فارسی ترجمه کرده است. این ترجمه به صورت خطی باقی مانده است.

### سرشماری جمعیت پایتخت
اولین سرشماری جمعیت در ایران به فرمان ناصرالدین‌شاه و به‌قصد تعیین شمار جمعیت ساکنان دارالخلافه (تهران) در سال ۱۲۸۴ ق به نجم‌الدوله سپرده شد. او این مأموریت را در مدتی کمتر از دوماه و با دستیاری شاگردان ممتازش در مدرسهٔ دارالفنون به‌انجام رساند و نتیجهٔ آن را در رساله‌ای باعنوان تشخیص نفوس دارالخلافه گردآورد.
چهارمین نقشه دارالخلافه تهران که اولین نقشهٔ دقیق تهران بعد از گسترش به باروی ناصری بود، به همت او کشیده شد.

## جمع‌آوری نسخه‌های خطی
عبدالغفار نجم الدوله در تلاش برای حفظ میراث گذشتگان و نسخه‌های خطی، کتابی را تحت عنوان مجموعه علوم ایرانی در سال ۱۳۲۳ ق منتشر می‌کند که شامل چهار نسخه خطی دربارهٔ کشاورزی است. وی می‌نویسد:
این مجموعه را محض خدمت به ملت و انتشار معارف ایرانی در امور فلاحت درصدد جمع‌آوری و تصحیح برآمد به‌قدر وسع، چراکه این نسخه‌ها منحصربه‌فرد بود و تعدد نداشت تا از روی مقابله تصحیح و تکمیل شود و بعضی لغات آن را شرح نمود و چنانچه نظر به بعضی نواقص، دیگر این صدد برنمی‌آمد، شاید به کلی از میان می‌رفت.
- کتاب اول: در علم فلاحت و زراعت. نجم‌الدوله در آن زمان نویسندهٔ کتاب را شخص عالم و سیاحی معرفی کرده است و از نام اصلی کتاب مطلع نبوده است. این کتاب در واقع همان آثار و احیاء اثر رشیدالدین فضل‌الله همدانی بوده است.
- کتاب دوم ایضاً در علم فلاحت و زراعت نام برده است و نویسنده آن را شخص معروفی ذکر نموده است. نام اصلی این کتاب، معرفت فلاحت اثر عبدالعلی بیرجندی ریاضی‌دان ایرانی است.
- کتاب سوم:در قواعد پیوندزنی به‌دستور جدید فرنگی‌ها ترجمه یکی از متعلمین ایرانی که در فرنگستان علم فلاحت آموخته‌بود. وی اشاره می‌کند که این کتاب دارای غلط‌های املایی و انشایی بسیاری بوده است.
- کتاب چهارم: ارشاد الزراعه

این مجموعه، در کتابخانه مجلس موجود است.

## آثار
ازجمله آثار او می‌توان به موارد زیر اشاره کرد:
- اصول هندسه: سال نشر (۱۸۷۵–۱۲۹۲)
- اصول مثلثات: سال نشر (۱۸۷۵–۱۲۹۲)
- بدایةالجبر: سال نشر (۱۹۰۱–۱۳۱۹)
- کفایت الحساب (اصول حساب): سال نشر (۱۸۷۴–۱۲۹۱)
- بدایةالحساب (حساب مقدماتی): سال نشر (۱۸۷۵–۱۲۹۲)
- واسط الحساب (حساب متوسطه): سال نشر (۱۹۰۰–۱۳۱۸)
- نهایت الحساب (حساب پیشرفته)
- تحویل تاریخ هجری و مسیحی از ابتدای هجرت تا هزار و چهارصد سال.
- تشخیص نفوس دارالخلافه تهران: سال نگارش (۱۸۶۹–۱۲۸۶)
- اصول علمی جغرافیا: سال نشر (۱۸۸۰–۱۲۹۸)
- اطلس تازه جغرافیا: سال نشر (۱۸۹۰–۱۳۰۸)
- دورهٔ اصول حکمت فلسفه (ترجمه، ۱۳۰۸ق)
- بدایةالنجوم: سال نشر (۱۹۰۱–۱۳۱۹)
- کفایت الجغرافیا (اصول جغرافیا)
- قانون ناصری خطی (اصول نجوم جدید)
- ترجمه کتاب آسمان موسیو آمده کلیمن (نجوم و طبیعیات)